# Desmodus puntajudensis
Desmodus puntajudensis is een uitgestorven verwant van de gewone vampier (Desmodus rotundus).

## Soortenbeschrijving
De soort is van verschillende botfragmenten bekend en is naar alle waarschijnlijkheid pas in het Holoceen uitgestorven. D. puntajudensis is het nauwste verwant aan de fossiele Noord-Amerikaanse soorten D. archaeodaptes en vooral D. stocki. Deze vleermuis werd aanvankelijk geïdentificeerd als de Midden-Amerikaanse ondersoort Desmodus rotundus murinus, later als een aparte ondersoort, en uiteindelijk, in 2005, als een soort naast D. rotundus.

## Kenmerken
De schedel is 22,34 mm lang, tegenover 22,7 tot 24,3 mm bij D. rotundus murinus en 31,2 bij de eveneens uitgestorven D. draculae. De onderscheidende kenmerken van de soort zijn onder andere een geringe grootte, een rond achterste gedeelte van de schedel, een breed palatum, een relatief korte en hoge arcus zygomaticus en een groot foramen magnum.

## Leefwijze
Waarschijnlijk leefde het dier van bloed van luiaards, apen, grote knaagdieren en grote vogels.

## Vondsten
Deze soort werd gevonden op Cuba.